# اوکیتا نائوایه
اوکیتا نائوایه (انگلیسی: Ukita Naoie؛ ۱۵۲۹ – ۱ فوریه ۱۵۸۲) سیاست‌مدار اهل ولایت بیزن در ژاپن بود.